# Football union sportive et culturelle Bois-Guillaume
Le FUSC de Bois-Guillaume est un club de football français fondé en 1965 et basé à Bois-Guillaume (Seine-Maritime).

## Historique
Fondé en 1965 sous le nom d'USC Bois-Guillaume, le club est rebaptisé FUSC Bois-Guillaume en 1992.
Les verts évoluèrent en championnat national de 1997 à 2008 (CFA2 de 1997 à 2004, CFA de 2004 à 2007, et CFA2 en 2008). Lors de la Coupe de France 2005-2006, le club atteignit les seizièmes de finale. Les Verts tombèrent contre le FC Nantes (alors en Ligue 1) au Stade Robert-Diochon. Lors de la saison 2009/2010, les verts terminent 3e du championnat de D.H.R.Lors des saisons 2011 et 2012 l'équipe termine 2e puis 1er en 2013. Depuis 2013, le FUSC évolue en R1 Normandie, le plus haut niveau régional.
Le club a fêté les 50 ans de l'association le 5 septembre 2015.
Le FUSC dispose d'un site officiel et d'une page Facebook.

## Identité du club

### Logos

Ancien logo.
Logo jusqu'en 2022.
Logo depuis 2022.

## Entraîneurs
- -2007 :  Arnaud Cambremer
- 2007-2008 :  Yves Brécheteau
- 2015-2018 :  Grégory Auger
- 2018-2020 :  David Fouquet
- 2020-2022 :  Arnaud Cambremer
- 2022-fév 2023 :  Romain Colinet
- février 2023 :  Thomas Lemaire

## Palmarès
| - PH Normandie (1) - Champion : 1986 - DHR Normandie (2) - Champion : 1989 champion:2013 - DH Normandie (1) - Champion : 1997 - Vice-champion : 1997 - Coupe de Normandie (2) - Vainqueur : 2004, 2006 |  | - Réserve - DHR Normandie (1) - Champion : 2002 - Féminine - DH Normandie féminine (1) - Champion : 2006 - Coupe de Normandie féminine (1) - Vainqueur : 2007 - Jeunes - Coupe de Normandie Poussin (1) - Vainqueur : 2008 |